# Bathet Moit
Bathet Moit (ou Bathat Moyt, en arabe : بطحت ميت) est une commune rurale du sud de la Mauritanie, située dans le département de Monguel de la région de Gorgol.

## Géographie
La commune de Bathet Moit est située au nord dans la région de Gorgol et elle s'étend sur 347 km2.
Elle est délimitée au nord par la commune de Mal, à l’est par la commune de Bakhel, au sud par la commune d'Azgueilem Tiyab, à l'ouest par les communes de Monguel et de Djellwar.

## Histoire
Bathet Moit a été érigée en commune par l'ordonnance du 20 octobre 1987 instituant les communes de Mauritanie.

## Démographie
Lors du Recensement général de la population et de l'habitat (RGPH) de 2000, Bathet Moit comptait 5 415 habitants.
Lors du RGPH de 2013, la commune en comptait 6 352, soit une croissance annuelle de 1,3 % sur 13 ans.

## Économie
L'agriculture est au centre de l'économie de Bathet Moit, comme quasiment toutes les communes de la région. Mais cette économie est fragile car elle rencontre des obstacles à son développement, notamment les conditions climatiques ou le manque de moyens des agriculteurs. Pour faire face à ces obstacles, l'état ou différentes ONG financent des projets qui améliorent les conditions de vie des habitants.

## Éducation
La commune possède un collège qui permet aux élèves de Bathet Moit et des communes environnantes d'accéder à un niveau d'étude correct. Ce collège, inauguré en 2018, a été construit dans le cadre de programmes sociaux destinés à l'amélioration des services de base des populations vulnérables.